# Sulcophanaeus rhadamanthus
Sulcophanaeus rhadamanthus là một loài bọ cánh cứng trong họ Bọ hung (Scarabaeidae).